# Єкіашинський сільський округ
Єкіа́шинський сільський округ (каз. Екіаша ауылдық округі, рос. Екиашинский сельский округ) — адміністративна одиниця у складі Саркандського району Жетисуської області Казахстану. Адміністративний центр — село Єкіаша.
Населення — 2426 осіб (2021; 2979 у 2009, 3283 у 1999, 3683 у 1989).
Станом на 1989 рік існувала Покатіловська сільська рада (села Покатіловка, Тополевка).

## Склад
До складу округу входять такі населені пункти:
| Населений пункт | Населення, осіб (1989) | Населення, осіб (1999) | Населення, осіб (2009) | Населення, осіб (2021) |
| --------------- | ---------------------- | ---------------------- | ---------------------- | ---------------------- |
| Єкіаша, село    | 3122                   | 2776                   | 2592                   | 2113                   |
| Тополевка, село | 561                    | 507                    | 387                    | 313                    |